# Society of Environmental Toxicology and Chemistry
Die Society of Environmental Toxicology and Chemistry (SETAC) ist eine global agierende Not-for-Profit-Organisation mit zwei hauptamtlichen Büros in Pensacola (Florida) und Brüssel (Belgien). Nach der belgischen Rechtsform „‚VZW’“ (vereniging zonder winstoogmerk) gilt die SETAC Europe VZW als gemeinnützige Organisation.

## Geschichte
Mit der Gründung der SETAC in den Vereinigten Staaten wurde 1979 ein interdisziplinäres Wissenschafts-Forum geschaffen. Zu diesem Zeitpunkt zählte die SETAC 230 Gründungsmitglieder. Über die Jahre entwickelte sich daraus eine internationale Organisation, die im Jahr 2020 rund 5300 Mitglieder hat. In der SETAC sind fachübergreifend Biologen, Chemiker und Toxikologen aus über 90 Ländern vereint. Hinzu kommen Forscher und Entwickler aus der Industrie sowie Umweltpolitiker.
Die SETAC gliedert sich in selbstständige regionale Einheiten: SETAC Europe, SETAC North America, SETAC Latin America, SETAC Asia – Pacific und SETAC Afrika (in Gründung). Innerhalb dieser Einheiten organisieren sich weitere länder- oder regionalspezifische Untergruppen.

## Arbeit
Die Mitglieder haben das Ziel „Forschung, Lehre und Ausbildung auf den Gebieten der Ökotoxikologie und Umweltchemie“ zu fördern. Die Erforschung von Umweltschadstoffen und das Management natürlicher Ressourcen sind die zentralen Aktivitäten. Ein weiterer Schwerpunkt liegt auf der Anwendung der wissenschaftlichen Erkenntnisse und deren Umsetzung in der Umweltpolitik.
Der übergreifende Ansatz aus Wissenschaft, Industrie und Politik ermöglicht es der SETAC, wissenschaftliche Erkenntnisse unmittelbar in gesetzgeberische und industrielle Entscheidungen umzusetzen. Als wesentliches Instrument dienen der SETAC dabei globale und regionale Konferenzen, bei denen die Vertreter aller Disziplinen miteinander im Dialog sind. Konkret sind SETAC-Mitglieder beispielsweise wesentlich an der Umsetzung der europäischen Chemikalienrichtlinie (REACH) und der SEVESO-Richtlinie beteiligt.

## Publikationen
- Seit 1982 veröffentlicht die SETAC die Fachzeitschrift „Environmental Toxicology and Chemistry (ET&C)“. Mit anfangs einer jährlichen Ausgabe, erscheint sie seit 1986 monatlich. Themen der Zeitschrift umfassen Umwelttoxikologie, Chemie und deren Anwendung in der Risikoforschung.

- Des Weiteren publiziert die SETAC seit 2005 die Fachzeitschrift „Integrated Environmental Assessment and Management (IEAM)“. Mit dieser Publikation wird die existierende „Lücke zwischen wissenschaftlicher Forschung und der Anwendung in der Umweltpolitik“ geschlossen.

- Der deutschsprachige Zweig der Gesellschaft verfügt mit „Environmental Sciences Europe (ESEU)“ über eine eigene Fachzeitschrift. In ihr erscheinen regelmäßig deutsch- und englischsprachige Berichte. Originalartikel sind zudem frei verfügbar (Open Access). ESEU ging 2011 aus der deutschsprachigen Zeitschrift Umweltwissenschaften und Schadstoff-Forschung (UWSF) hervor.[8]

## Konferenzen
Jede regionale SETAC-Gesellschaft richtet jährlich eine wissenschaftliche Konferenz aus. Gleichermaßen tun das die regionalspezifischen Untergruppen. Alle vier Jahre organisiert der SETAC Weltverband einen „SETAC World Congress“. Auf diesem Kongress werden in besonderem Maße globale und aktuelle umweltpolitische Herausforderungen angegangen.
Der letzte Weltkongress fand im September 2020 in Singapur unter dem Motto: „Global Visions for Sustainable Environmental Quality“ statt.